# Gregor III. Mammas
Gregor III. (* unbekannt auf Kreta; † 1459 in Rom; auch Gregor(ios) Melissenos, Beiname he mamme, manchmal auch (wohl unrichtig) ho mammas) war 1445–1459 Patriarch von Konstantinopel.
Gregor war seit Kindheit und Jugend eng verbunden mit Loukas Notaras. Um 1420 wurde er Priestermönch in Konstantinopel. 1438/39 nahm er als Ratgeber des Kaisers Johannes VIII.  Palaiologos und Vertreter des abwesenden Patriarchen von Alexandrien, Philotheos, am Konzil von Ferrara–Florenz teil und wurde in Ferrara zum Groß-Protosynkellos des Ökumenischen Patriarchen Joseph II. ernannt. Zwei Jahre nach dem Tod von Josephs Nachfolger Metrophanes II. (1440–1443) wurde Gregor 1445 in Konstantinopel selbst zum Patriarchen gewählt.
Als Unterzeichner und Verteidiger der 1439 in Florenz geschlossenen Union mit der Westkirche musste er sich in Konstantinopel dem breiten Widerstand der Unionsgegner entgegenstellen, auch durch Abfassung einschlägiger Schriften. Offenbar ohne Ankündigung verließ er die Stadt im August 1450 und gelangte über das venezianische Koroni (Peloponnes) 1452 nach Rom. Im dortigen Exil amtierte er bis zu seinem Tod 1459 als griechischer Patriarch von Konstantinopel, war für Byzanz diplomatisch tätig, unterstützte griechische Flüchtlinge und nahm auch in Rom weiterhin Bischofsweihen vor, so des Metropoliten Neilos von Rhodos (1455) und des Konstantinopler Abtes Gregorios (Grigorij II. Bolgarinowitsch) zum Metropoliten von Kiew und Litauen (1458).
Im osmanisch besetzten Konstantinopel wurde Gregorios III. 1454 durch den Unions-Gegner Georgios Scholarios (als Patriarch: Gennadios II.) ersetzt; in Rom trat Isidor von Kiew als griechisch-katholischer Patriarch von Konstantinopel Gregors III. Nachfolge an.

## Werke
- Jacques Paul Migne (Hg.): Patrologiae cursus completus / Series Graeca. 167 Bde. Paris 1857-1866. Bd. 160 (1860), 13-248. (CD-ROM 2004 ISBN 2-915937-01-X Online-Ressource (Nationallizenz))
  - Apologia contra Marci Ephesii Confessionem. (PG 160, 13-110);
  - Responsio ad epistolam Marci Ephesii (PG 160, 111-204);
  - Ad Imperatorem Trapezuntinum de additione facta in Symbolo per Latinos (PG 160, 205-248).
  - 2 Briefe: M. Wawryk: Quaedam nova de provisione Metropoliae Kioviensis et Moscoviensis ann. 1458-1459, in: Analecta OSBM 4 (X) (Romae 1963) 9–26.